# غرانت نوكس
غرانت نوكس (بالإنجليزية: Grant Knox)‏ هو لاعب بولينغ بريطاني، ولد في 8 يونيو 1960.

## روابط خارجية
- غرانت نوكس على موقع اتحاد ألعاب الكومنولث (مؤرشف) (الإنجليزية)